# Liste der Naturdenkmale in Groß-Umstadt
Die Liste der Naturdenkmale in Groß-Umstadt nennt die in Groß-Umstadt im Landkreis Darmstadt-Dieburg in Hessen gelegenen Naturdenkmale. Sie sind nach § 28 Bundesnaturschutzgesetz (BNatschG) geschützt.
| Bild                          | Bezeichnung              | Ortsteil, Lage                               | Beschreibung | Art        | Nr. |
| ----------------------------- | ------------------------ | -------------------------------------------- | --- | ---------- | --- |
| Fotos hochladen               | Baumgruppe Hainrichsberg | Groß-Umstadt 49° 51′ 54″ N, 8° 56′ 43,4″ O   | Ehemaliges Naturdenkmal, gelöscht am 27. November 1996. Kleinwald aus Akazien, Esskastanien, Wacholder und Linden vom Weingebiet Einzellage Am Herrnberg und dem Weinlehrpfad umgeben. Inzwischen ein Teil des Naturschutzgebiets Herrnberg von Groß-Umstadt. | -          |     |
| mehr Fotos \| Fotos hochladen | Gambseiche               | Semd 49° 53′ 31,2″ N, 8° 54′ 7,2″ O          | Einzelbaum. Naturdenkmal seit 1932. Am 6. Juni 2019 durch Blitzeinschlag in Brand geraten, musste gefällt werden (siehe Artikel Gambseiche). Bleibt auch als Totholz weiterhin Naturdenkmal. | Stieleiche |     |
| mehr Fotos \| Fotos hochladen | Sausteigeeiche           | Groß-Umstadt 49° 51′ 14,4″ N, 8° 59′ 34,8″ O | Einzelbaum. Treffpunkt der Umstädter Schweinehirten vom Mittelalter bis in die beginnende Neuzeit. Geschätztes Alter: etwa 300 Jahre; größter Stammumfang: 467 cm, Höhe: 29 m. Steht neben dem in Stein gelegten früheren Quellbrunnen. | Stieleiche |     |
| mehr Fotos \| Fotos hochladen | Steinbornshohl           | Groß-Umstadt 49° 52′ 8,9″ N, 8° 56′ 18,3″ O  | Hohlweg, seitlich Hecken. Mundartlich: Schdambertshoul, eine Lößhohl (Lößerosionstal): In römischer Zeit bis ins Mittelalter Teil der Verbindung zur Hohen Straße (Frankfurter Straße), einer Verbindung auf dem Odenwaldrücken Richtung Süden. Im Zweiten Weltkrieg wurden in die Lößflächen Gänge zum Schutz vor Luftangriffen gegraben. Heute nur noch halb so groß, Rest verfüllt, Naturdenkmal (Naturschutzdenkmal). | -          |     |
| mehr Fotos \| Fotos hochladen | Zigeunereiche            | Richen 49° 54′ 18″ N, 8° 55′ 4,8″ O          | Einzelbaum. Markantes älteres Exemplar an der südwestlichen Waldecke direkt an der Landesstraße L3095 zwischen Richen und Altheim mit gut ausgeprägter Baumkrone. Der Baum steht an der Südwestecke des mittleren Bereiches des fünfgeteilten, ca. 566 Hektar großen Landschaftsschutzgebietes LSG Landkreis Dieburg. | Stieleiche |     |

## Belege
1. ↑  
Karte "Umweltschutz". Bürger GIS des Landkreis Darmstadt-Dieburg. Landkreis Darmstadt-Dieburg, abgerufen am 7. Juni 2019.
2. ↑  
Horst Bathon, Georg Wittenberger: Die Naturdenkmale des Landkreises Darmstadt-Dieburg mit Biotop-Touren, 2. erweiterte und vollständig überarbeitete Auflage. Hrsg.: Kreisausschuss des Landkreises Darmstadt-Dieburg – Untere Naturschutzbehörde (= Schriftenreihe Landkreis Darmstadt-Dieburg). Darmstadt 2016, ISBN 978-3-00-050136-4, S. 159–161.
3. 1 2 3 4 5  
Verordnung zur Sicherung von Naturdenkmalen im Landkreis Dieburg. (pdf; 26 kB) Der Kreisausschuß des Landkreises Dieburg, 27. Mai 1959, abgerufen am 21. Juli 2016.
4. ↑  Landkreis Darmstadt-Dieburg, Untere Naturschutzbehörde, Auskunft vom 13. Mai 2020.

- Karte mit allen Koordinaten:
- OSM |
- WikiMap